# Industrial Spy: Operation Espionage
 (novembre 2017).
Industrial Spy: Operation Espionage est un jeu vidéo de type action-RPG développé par le studio HuneX (en) et sorti en 2000.

## Trame
Le joueur incarne le patron d'une agence d'espionnage industriel ; il doit diriger ses espions lors de différentes missions autour du monde.

## Accueil critique
Le jeu mélange action et tactique mais possède aussi des caractéristiques relevant du RPG. Si l'idée de départ est séduisante, la mise en pratique l'est beaucoup moins : la jouabilité aussi bien que les graphismes et les bruitages sont de mauvaise qualité. Industrial Spy: Operation Espionage est comparé à la version Dreamcast de Tom Clancy's Rainbow Six à laquelle il est en de nombreux points inférieur,.